# Halowe Mistrzostwa Europy w Lekkoatletyce 1988 – skok o tyczce mężczyzn
Skok o tyczce mężczyzn – jedna z konkurencji rozgrywanych podczas halowych lekkoatletycznych mistrzostw Europy w  hali Sport Csárnok w Budapeszcie. Rozegrano od razu finał 6 marca 1988. Zwyciężył reprezentant Związku Radzieckiego Rodion Gataullin. Tytułu zdobytego na poprzednich mistrzostwach nie bronił Thierry Vigneron z Francji.

## Rezultaty

### Finał
Opracowano na podstawie materiału źródłowego.
| Miejsce | Zawodnik             | Wynik |
| ------- | -------------------- | ----- |
| 1       | Rodion Gataullin     | 5,75  |
| 2       | Nikołaj Nikołow      | 5,70  |
| 3       | Atanas Tyrew         | 5,70  |
| 4       | Mirosław Chmara      | 5,70  |
| 5       | Philippe Collet      | 5,60  |
| 6       | Jean-Marc Tailhardat | 5,55  |
| 7       | Hermann Fehringer    | 5,50  |
| 7       | Bernhard Zintl       | 5,50  |
| 9       | Philippe d’Encausse  | 5,50  |
| 10      | Miro Zalar           | 5,50  |
| 11      | Marco Andreini       | 5,40  |
| 12      | Harri Palola         | 5,40  |
| 13      | Gábor Molnár         | 5,40  |
| 14      | István Bagyula       | 5,40  |
| 15      | Enzo Brichese        | 5,40  |
| 15      | Dełko Lesew          | 5,40  |
| 17      | Dirk Ledegen         | 5,30  |
| 18      | Giorgio Grassi       | 5,20  |
| –       | Władimir Iszutin     | NM    |
| –       | Dezső Szabó          | NM    |